# ФК Дубровник 1919
ХНК Дубровник 1919 је хрватски фудбалски клуб из Дубровника. Тренутно се такмичи у 1. ЖНЛ Дубровачко-нератванској, петом рангу такмичења.

## Историја
Клуб је основан 1922. године под именом НК Југ. Створен је спајањем са другим дубровачким клубом, па отуда и има годину 1919. у свом називу. Током 1951. године спаја се са Борцем и Жељезничаром и добија ново име НК Дубровник.
1978. поново узима првобитно име НК Југ, а следеће године се спаја са другим градским клубом, ГОШК-ом, тада клуб добија име ГОШК Југ. Под тим именом улази у југословенску 2. савезну лигу и остаје у њој десетак година.
У сезони 1983/84. клуб је стигао до четвртфинала Купа Југославије, где је изгубио са 1:0 од Металца из Сиска.
Формирањем Хрватске прве лиге, клуб постаје прволигаш, 19. фебруара 1992. мења име у ХНК Дубровник. Касније, клуб тоне све дубље у тешку кризу и стиже до 2. ЖНЛ Дубровачко-неретванске (6. лига), тренутно се такмичи у рангу више, 1. ЖНЛ Дубровачко-неретванској.

## Наступи у Првој лиги Хрватске
ХНК Дубровник 1919 се три сезоне такмичио у Првој лиги Хрватске:
- 1992. - 11. место
- 1992/93. - 14. место
- 1993/94. - 16. место

## Стадион
Своје домаће утакмице игра на градском стадиону Лапад, чији је капацитет 3.000 гледалалца.

## Познати бивши играчи
- Ахмет Брковић